# Szentgyörgyváry Margit
Szentgyörgyváry Margit (M. Palládia) (Siklós, 1913. június 16. – Budapest, 2007. szeptember 30.) a Miasszonyunkról Nevezett Kalocsai Iskolanővérek szerzetesnője, tanárnő, festőművész.

## Élete és munkássága
A siklósi Szentgyörgyváry ágból származott, Szentgyörgyváry Károly nagynénje, ám rokonságban állt a pécsi családdal is, Szentgyörgyvári János unokatestvére volt. 1913. június 16-án született Siklóson. Érettségi után, 1931-ben belépett a Miasszonyunkról Nevezett Kalocsai Iskolanővérek Társulatának rendjébe, ahol tanítónői oklevelet szerzett. 1983-ban elöljárói Budapestre küldték, hogy rajztehetségét továbbfejleszthesse. 1938-1945 között a Magyar Képzőművészeti Egyetem hallgatója volt.
1945-ben rajztanári oklevelet szerzett.
Kalocsára visszatérve megfestette a Szent József-templom, a zárda templomának bal oldali mellékoltárára a fatimai jelenés Madonnáját. A festményt Pámer László jezsuita atya szorgalmazására készítette el, aki a németországi Kalksburgban lévő jezsuita kollégium 1880-ból származó Mater ter Admirabilis kegyképe előtt kapott sugallatot, hogy a kalocsai zárdatemplomot a Fatimai Boldogasszony kegyhelyévé alakítsák. „A tökéletes lelki élményt sugárzó képen a Szűzanya kék és arany háttér előtt, egy rejtelmesen leomló, fehér ruhában áll egy felhőn, szemeiben a szenvedés, a bánat és az öröm valamilyen szavakkal meg nem határozható pillantása látható, a szívéből ezüstös szeretet sugárnyalábok szikráznak ki.”
Szabadkán, Kiskunfélegyházán a Tanítónőképző tanáraként működött. Majd Baján tanított 1948-ig, az iskolák államosításáig. Tanítványai között volt a később hírnevet szerzett Udvardi Erzsébet, Kossuth- és Munkácsy Mihály-díjas magyar festő.
Az államosítás után rendje Bécsbe küldte Moullion Erzsébet M. Antonia rendtársával együtt, hogy az ottani Képzőművészeti Akadémián fejlesszék tudásukat. Magyarországon azonban 1950-ben feloszlatta az állam a szerzetes rendeket, ezért csak 3 félévet tudtak hallgatni a bécsi egyetemen, ezt követően meghívásra Kanadába mentek. Windsorban együtt dolgozott Moullion Erzsébettel a helyi új templom festményein, s tervezték a belső berendezést. Közben két másik magyar nővér is kitelepült Kanadába, akikkel 1955-ben Torontóban kertes házat vásároltak, és ott zárdát alapítottak.
Szentgyörgyváry Margit 1989-ig élt Torontóban, és egyházművészettel foglalkozott. Számos templomnak készített oltárképet, üvegablakokat. Többek között 11 színes üvegablakot készítettek Moullion Erzsébettel a Torontói Szent Erzsébet Egyházközség katolikus templomának.
Megtervezte a magyar Szt László-templom 17 üvegablakát a Courtlandi Szent László egyházközség számára. A templomhajó egyik oldalán a Magyarok Nagyasszonyát, Szt Istvánt, Szt Lászlót, Szt Erzsébetet, Szt Margitot, Szt Imrét és Szent Ignácot; a másikon Jézus Szívét, Szt Józsefet, Szt Pált, Szt Annát, Kis Szt Terézt és Szt Antalt; az előcsarnokban Krisztus megkeresztelését és Limai Szt Rózát ábrázolta.
10 másik templomba készített keresztutat. Gyakori témája volt: Jézus Szentséges Szíve, a Jó Pásztor, az Angyali Üdvözlet és a lorettói litánia invokációi. Sokoldalúságát bizonyítja, hogy az építészet területén is alkotott; templom-szentélyek átalakítási munkáiban vett rész, elkészítette az építési terveket, és azok kivitelezéséről gondoskodott. Ezenkívül  egyéb egyházi kellékek készítése sem állt tőle távol, mint például templomi dekorációs-zászló varrása.
De Magyarországtól sem szakadt el teljesen, még kanadai tartózkodása idején, 1979-ben készített a máriagyűdi kegytemplom jobb oldalára, az 1738-ban épített Szent Mihály kápolna falára Szent Mihályról egy mozaikképet.
1989-ben Moullion Erzsébet a kanadai közösség vezetője meghalt, rövid időre Szentgyörgyváry Margit vette át szerepét. Az 1990-ben Magyarországon bekövetkezett fordulat lehetővé tette a visszatérést. Eladták a torontói házat, és Szentgyörgyváry Margit 1991-ben visszaköltözött Magyarországra, ahol a rend budapesti épületében lakott a Mária utcában. A munkát azonban nem hagyta abba, 2007-ben bekövetkezett haláláig szinte folyamatosan dolgozott. Így keresztúti képeket festett (15 állomásost) az 1991-1994 között épült Magyarok Nagyasszonya Plébániatemplom (Veszprém), Mindszenty Emléktemploma számára.
Budapesten a jezsuiták egyik rendházának, a Szent Imre Ház (II. Sodrás u. 15) kápolnájának Keresztútját szintén ő alkotta.
Ugyancsak Keresztutat festett a jubileumi év alkalmára (1997) a Kalocsai Iskolanővérek Társulatának, a saját zárdájának, valamint a Feltámadás hitének örömútját készítette el ugyanennek a Társulatnak. Az "örömút" képein kiforrott, letisztult művészete, egyedi stílusa figyelhető meg. Az alakok szinte karikatúra szerűen elnagyoltak, az öröm az erős színek, a vakító fények és a kemény kontraszt által kirobbanó erővel jelenik meg a képeken.
Szentgyörgyváry Margit, M. Palládia nővér, 2007. szeptember 30-án, 94 éves korában hunyt el Budapesten, de szeretett rokonaihoz közel, Pécsett temették el.

## Válogatott művei
- Kalocsa, 1945: Fatimai Szűz Mária (a kalocsai zárdatemplom mellékoltárképe)[11]

- Kanada, Toronto: 11 színes üvegablakot készítettek Moullion Erzsébettel a Torontói Szent Erzsébet Egyházközség katolikus templomának.[12]

- Kanada, Toronto: Szt László-templom üvegablakait tervezte meg.[13]

- 1979. Máriagyűd: A máriagyűdi kegytemplom jobb oldalára épített Szent Mihály kápolna falán Szent Mihály mozaikképe.[14]

- 1991-1994. Veszprém: A Magyarok Nagyasszonya Plébániatemplom, Mindszenty Emléktemplom, keresztúti képek. Plébániatemplom (Veszprém), Mindszenty Emléktemploma számára.[4]

- Budapesten a Sodrás utcai Szent Imre rendház kápolnájának stáció sorozata.[9]

- 1997. Budapest: Társulati keresztút.[15]

- 1997. Budapest: A feltámadás hitének örömútja.[16]

## Elismerés, utóélet
- 2008. február 17-én, Balatonkeresztúron a Szent István Házban „Nemde ezeket kellett elszenvednie...?” - címmel Jézus keresztútját bemutató kiállítás nyílt Szentgyörgyváry Margit, a Miasszonyunkról nevezett Kalocsai Iskolanővér olajfestményeiből.[17]
- 2010. március 12-én pénteken 10 órakor Palládia nővér (Szentgyörgyváry Margit) festményeinek kiállítása Kiskunfélegyházán, a Constantinum Intézmény Sportcentrumában.[18]